# Tối ưu hóa WAN
Tối ưu hoá WAN là sự tập hợp các kỹ thuật để giảm tiêu thu băng thông và tăng hiệu quả truyền dữ liệu qua mạng diện rộng (WAN). Theo Gartner, một công ty nghiên cứu công nghệ năm 2015, thị trường tối ưu hoá WAN ước tính trị giá 1,1 tỷ USD.

## Nhu cầu
Việc tối ưu hóa WAN được đòi hỏi, vì nhiều dữ liệu với nhiều loại, cỡ và ưu tiên khác nhau của các ứng dụng đi qua WAN. Ngoài việc trao đổi e-mail còn có những ứng dụng hai chiều, quan trọng của công ty như hoạch định tài nguyên doanh nghiệp (ERP) hoặc hệ thống cơ sở dữ liệu sử dụng mạng diện rộng. Tương tự như vậy, các ứng dụng tiếng nói như điện thoại IP (Voice over IP) và các hệ thống hội nghị truyền hình, mà tất cả chạy trong thời gian thực, hoạt động thông qua mạng. Tất cả các ứng dụng này cần phải có sẵn một hiệu suất nhất định để có thể hoạt động tại các chi nhánh của các tổ chức lớn đi qua WAN mà không gặp trở ngại. Vì băng thông trong mạng diện rộng thường giới hạn, các ứng dụng riêng lẻ có thể cạnh tranh với nhau, điều này có thể ảnh hưởng đến hiệu suất của chúng và do đó gây nguy hiểm cho tính liên tục kinh doanh. Công nghệ tối ưu hóa WAN giúp cải thiện vấn đề này.

## Giải pháp
Chức năng để tối ưu hóa mạng WAN được đóng gói thành các giải pháp từ các nhà sản xuất khác nhau. Các giải pháp thường bao gồm phần mềm và phần cứng. Qua đó, tại các chi nhánh riêng lẻ của một tổ chức (tại giao diện từ WAN đến mạng cục bộ (LAN)) các hệ thống quản lý băng thông (BMS) được cài đặt. Chúng được sử dụng để đo lường, điều chỉnh và tối ưu hóa lưu lượng mạng dựa trên mục tiêu hiệu suất xác định. Một phần mềm quản lý trung ương điều chỉnh quá trình tối ưu hóa WAN tại tất cả các cơ sở chi nhánh. Phần mềm này thường cung cấp các chỉ tiêu hiệu suất có sẵn và cấu hình các BMS từ xa. Bên cạnh đó, nó thu thập tất cả các dữ liệu đo lường, được BMS ghi nhận, và cung cấp một giao diện thời gian thực cho việc tiếp cận những dữ liệu này.

## Chức năng của các giải pháp tối ưu hóa WAN

### Minh bạch
Các nhà quản lý mạng máy tính các công ty lớn với nhiều địa điểm phân tán về mặt địa lý cần phải truy ra được bất cứ lúc nào, ứng dụng nào chạy với hiệu suất nào qua mạng WAN. Các giải pháp tối ưu hóa WAN hiện đại cung cấp minh bạch tối đa về hoạt động mạng hiện tại. Khả năng giám sát đo lường năng lực tức thời của các dòng chảy giao thông của các cá thể một cách chi tiết và trong thời gian thực. Mỗi gói dữ liệu trong suốt lưu lượng mạng được phân tích đến tầng ứng dụng (lớp 7 của Mô hình OSI). Các nhà quản lý mạng có được thông tin về sự chậm trễ (Delay), thời gian chạy khác nhau (jitter), mất gói tin và thông lượng của mỗi dòng dữ liệu. Chỉ như vậy các thỏa thuận cấp độ dịch vụ (SLA) được quy định cho mỗi ứng dụng doanh nghiệp mới có thể được ghi lại, kiểm tra lâu dài và đảm bảo.

### Tự động thích ứng tối ưu hóa các tài nguyên mạng
Thế hệ mới nhất của các giải pháp tối ưu hóa WAN lưu ý đến các mục tiêu kinh doanh của công ty, các yêu cầu của các ứng dụng và các mong muốn theo kinh nghiệm người dùng. Do đó, họ từ bỏ sự phân loại cứng nhắc của công nghệ MPLS (Multiprotocol Label Switching) và thay vào đó sử dụng cơ chế thông minh để phân bổ linh động băng thông. Dựa trên các tiêu chí cụ thể, các loại sử dụng cho mỗi ứng dụng tương ứng với SLAs nội bộ được định nghĩa để xác định các chỉ tiêu hiệu suất và các ưu tiên tương ứng trong toàn mạng máy tính. Dựa trên các dữ liệu đo được trong thời gian thực các giải pháp chỉnh tự động các yêu cầu băng thông hiện tại với dung lượng mạng hiện có, tính toán, khi cân nhắc các chỉ tiêu hiệu suất, mỗi giây các quy tắc cho việc tối ưu hóa hiện yêu cầu và chạy chúng tự động trong thời gian thực tại mỗi địa điểm. So với việc phân bổ băng thông cố định của các phương pháp tối ưu hóa truyền thống, cách tiếp cận thích ứng này cho phép bất cứ lúc nào việc sử dụng tối ưu của dung lượng mạng có sẵn ngay cả ở giao thông phân ra rất nhiều nhánh. Điều này góp phần, làm cho mức độ được quy định trước về hiệu suất cho người dùng luôn luôn được đảm bảo và có thể đạt được các thỏa thuận QoS (Chất lượng dịch vụ).

### Tăng tốc
Để đảm bảo hiệu suất ứng dụng tối ưu, các gói dữ liệu ưa thích nên được dẫn qua càng nhanh càng tốt qua mạng WAN. Bởi vì với các ứng dụng giao dịch và thời gian thực thời gian đáp ứng tối thiểu có tầm quan trọng quyết định để chúng hoạt động hoàn hảo. Một hệ thống Oracle hay SAP làm việc quá chậm, ví dụ, sẽ ảnh hưởng đáng kể đến năng suất lao động. Đối với các ứng dụng thời gian thực như Voice over IP hoặc hội nghị truyền hình bị trì hoãn thời gian có thể cản trở thông tin liên lạc. Tuy nhiên, sự tăng tốc của một lưu lượng ứng dụng nhất định không nên gây ảnh hưởng tới chất lượng các ứng dụng khác, mà cũng là các dòng chảy dữ liệu quan trọng. Do đó một giám sát tự động và liên tục lưu lượng mạng và các cơ chế tăng tốc khác nhau thì không thể thiếu được. Qua đo liên tục của các dòng dữ liệu nên luôn được biết bao nhiêu băng thông có sẵn và bao nhiêu là cần thiết. Tương tự như vậy, lưu lượng sẽ được phân tích một cách chính xác để phân biệt giữa các ứng dụng giải trí ít quan trọng hoặc kinh doanh nghiêm trọng. Các hệ thống tối ưu hóa WAN sau đó quyết định một cách độc lập, tùy thuộc vào mức độ quan trọng, các ứng dụng nào với sự để ý băng thông có sẵn được vận chuyển tăng tốc thông qua mạng.

### Kỹ thuật
Để bù đắp cho sự chậm trễ (độ trễ) trên các đường giây WAN, có các tiếp cận khác nhau, riêng lẻ hoặc kết hợp trên các thiết bị tối ưu hóa WAN được sử dụng:
- TCP / IP: Nhiều giới hạn giao thức TCP/IP được tránh khỏi qua tối ưu hóa các đặc tính truyền dẫn, chẳng hạn như xử lý mất mát, window scale, thông báo ùn tắc, v.v...
- Caching / nén dữ liệu: Các gói dữ liệu có thể được xác định bởi giá trị băm. Bằng cách này, nội dung truyền mà lập đi lập lại có thể được lưu trữ trên các thiết bị (tương tự như một proxy) và nó chỉ phải vận chuyển các giá trị băm nhỏ hơn đáng kể. Trong khi công nghệ nén dữ liệu được sử dụng với nhiều loại thuật toán khác nhau nhằm giảm thiểu những thông tin thừa trước khi được gửi trên mạng.
- Giao thức tối ưu hóa: Một số giao thức ứng dụng được thiết kế cho tốc độ mạng LAN và do vậy phung phí. Trong môi trường mạng LAN có thể không phải bận tâm cho lắm, nhưng nhiều gói nhỏ luôn bị chiếm đóng bởi độ trễ của các đường giây WAN trong một môi trường mạng WAN. Để đối phó với hiệu ứng này, các giao thức ứng dụng riêng lẻ được tối ưu hóa để truyền thông phung phí được giảm xuống còn một vài gói tin TCP trên các thiết bị.

## Nhà sản xuất các hệ thống Tối ưu hóa WAN
Các nhà sản xuất quan trọng trong thị trường Tối ưu hóa WAN quốc tế:
- ApplianSys
- Bluecoat
- Cisco
- Citrix
- Cyberoam
- Expand Networks
- Barracuda Networks
- Ipanema Technologies
- Juniper Networks
- Microsoft (BranchCache)
- Riverbed Technology
- Silver Peak Systems
- Tacit Networks
- Exinda
- UDcast
- Wanos Networks